# المعجم التاريخي للغة العربية
المعجم التاريخي للغة العربية معجم تأثيلي وتاريخي عربي، يحتوي على الكلمات العربية والدخيلة، ويُذكر تأثيل كل كلمة، وتواريخ ومصادر استعمالها عبر الأجيال المتعاقبة، كما يُذكر فيه نظائرُ الكلمة العربية في اللغات السامية الأُخرى.
أُنجز المعجم كاملًا وطُبع في أكتوبر 2024، وقد أشرف عليه وأنفق الشيخ الدكتور سلطان بن محمد القاسمي عضو المجلس الأعلى لاتحاد دولة الإمارات العربية المتحدة حاكم إمارة الشارقة رئيس مجمع اللغة العربية بالشارقة، وكان المشروع بالشراكة بين المجمع واتحاد المجامع العلمية واللغوية بالقاهرة.
شارك فيه أكثر من 700 عالم وباحث ومحرِّر، في كل مراحله، من بداية التخطيط إلى تمام الطباعة، وقد استغرق العمل فيه قُرابة سبع سنوات متواصلة. ويقع المعجم في 127 مجلد، كل مجلد يحوي ما يقارب 700 صفحة. وقد أتيحت نسخة منه إلكترونيًّا في الموقع الشبكي الخاص بالمعجم، وموقع مجمع اللغة العربية بالشارقة.

## محتوى المعجم
- دراسة عصور اللغة العربية.
- مستويات الاستعمال.
- الوحَدات المعجمية.
- العناية بالشواهد.
- مستوى اللغة المدروسة.
- ترتيب الموادِّ والمداخل والمعاني.
- معاني الألفاظ وتطوُّر دَلالاتها.
- انتقاء مصادر المدوَّنة الحاسوبية.